# زفة (مسلسل)
زفة مسلسل لبناني من نوع السيت كوم، وهو مقتبس من المسلسل الإسباني Escenas de matrimonio (مشاهد زواج) الذي عرض عام 2007 حتى عام 2011، قامت بكتابته مايا ب. سعيد، وتولى إخراجه هاني خشفة، وأشرفت على إنتاجه إم تي في اللبنانية عام 2013.

## الفكرة
ثلاث ثنائيات، كل ثنائي من جيل، نتعايش مع يومياتهم وحياتهم لتسليط الضوء على طريقة تعامل كل جيل مع وضع معين، كيف تنضج وكيف تتبلور علاقاتهم مع مرور الوقت، كل هذا بإطار كوميدي خفيف مضحك.
مع العلم أن كل حلقة مستقلة عن الأخرى، ويستضيف المسلسل ضيوف عدة من وجوه عربية ولبنانية.

## طاقم العمل

### البطولة
- سامية الجزائري: (لطيفة).
- عمر ميقاتي: (مجد).
- ورد الخال: (ديانا).
- طلال الجردي: (جميل).
- ديامان أبو عبود: (سالي).
- عصام بريدي: (جاد).

### ضيوف الحلقات
- سامي أبو حمدان: (وصفي).
- ستيفاني سالم: (ليزا).
- إيفون معلوف: (ثريا).
- مروى خليل: (نور).
- وداد جبور: (هدى).
- رولا علي: (جوانا).
- شكران مرتجى: (زمرد).
- ايلي متري: (جيمي).